# Emery (Utah)
Emery es una localidad del condado de Emery, estado de Utah, Estados Unidos. Según el censo de 2000 la población era de 308 habitantes.

## Geografía
Emery se encuentra en las coordenadas 38°55′20″N 111°14′58″O / 38.92222, -111.24944.
Según la oficina del censo de Estados Unidos, la localidad tiene una superficie total de 3,1 km². No tiene superficie cubierta de agua.

## Demografía
Según el censo de 2000, había 308 habitantes, 123 casas y 89 familias residían en la ciudad. La densidad de población era 98,3 habitantes/km². Había 140 unidades de alojamiento con una densidad media de 44,7 unidades/km².
La máscara racial de la ciudad era 97,73% blanco, 0,97% indio americano, y 1,30% de dos o más razas. Los hispanos o latinos de cualquier raza eran el 0,97% de la población.
Había 123 casas, de las cuales el 29,3% tenía niños menores de 18 años, el 61,0% eran matrimonios, el 6,5% tenía un cabeza de familia femenino sin marido, y el 27,6% no eran familia. El 26,8% de todas las casas tenían un único residente y el 12,2% tenía sólo residentes mayores de 65 años. El promedio de habitantes por hogar era de 2,50 y el tamaño medio de familia era de 3,03.
El 28,9% de los residentes era menor de 18 años, el 5,8% tenía edades entre los 18 y 24 años, el 19,2% entre los 25 y 44, el 24,4% entre los 45 y 64, y el 21,8% tenía 65 años o más. La media de edad era 43 años. Por cada 100 mujeres había 98,7 hombres. Por cada 100 mujeres de 18 años o más, había 97,3 hombres.
El ingreso medio por casa en la ciudad era de 40.469$, y el ingreso medio para una familia era de 51.875$. Los hombres tenían un ingreso medio de 40.104$ contra 31.250$ de las mujeres. Los ingresos per cápita para la ciudad eran de 17.195$. Aproximadamente el 12,1% de las familias y el 13,1% de la población estaban por debajo del nivel de pobreza, incluyendo el 14,3% de menores de 18 años y el 19,3% de mayores de 65.
- Datos: Q482858
- Multimedia: Emery, Utah / Q482858

1. ↑  Zip Data Maps, código ZIP n.º 84522.